# Ала Сорте (Тревизо)
Ала Сорте (итал. Alla Sorte) је насеље у Италији у округу Тревизо, региону Венето.
Према процени из 2011. у насељу је живело 17 становника. Насеље се налази на надморској висини од 137 м.